# Kwang-lim Kim
Kwang-lim Kim (21 de septiembre de 1929 - 9 de junio de 2024) fue un poeta coreano.

## Biografía
Kwang-lim Kim nació el 21 de septiembre de 1929 en Wonsan, provincia de Hamgyeong del Sur, Corea. Se graduó de Literatura coreana en la Universidad de Corea y después fue profesor de la Escuela Jangan y presidente de la Asociación de Poetas Coreanos.

## Obra
Sus primeros poemas, incluidos en Tristeza de un injerto de árbol (Sangsimhaneun jeommok), publicado por Baekjasa en 1959, rebosan de dolor y sufrimiento por la guerra de Corea. Después del Armisticio en 1953, su poemas dejaron de prestar tanta atención a temas como la guerra o la sociedad coreana en general y tuvo un creciente interés por describir los fenómenos centrándose en el simbolismo visual.
Después de su segundo poemario, Brillante sombra de una imagen (Simsangui balgeun geurimja), publicado por la Compañía Cultural JoongAng (JoongAng munhwasa) en 1962, su viaje artístico se centró en la concepción de una imagen pura y perfecta. También eliminó toda abstracción de su obra y buscó una estética que aislara la imagen y la despojara de asociaciones semánticas externas.
En los setenta su poesía empezó a incorporar elementos del budismo zen, que vino como culminación del intento del poeta de eliminar la prosa y la abstracción de su poesía y separar la imagen aislada. Su fijación en conseguir la descripción poética perfecta de una imagen y establecer un profundo conocimiento de esta imagen, elevó su obra y lenguaje a un plano nuevo y trascendental. De hecho, el fondo de sus obras es el desarrollo de una nueva expresión poética a través de la construcción de la imagen. Después de la publicación de Pájaro hecho de lenguaje (Eoneoro mandeun sae) en 1979, Kwang-lim Kim reavivó sus esfuerzo para romper los límites del lenguaje y llevarlos al extremo a través de simplificaciones radicales del lenguaje afines a la práctica del autocontrol del budismo zen.
Kwang-lim Kim es esencialmente simbolista y sus poemas a menudo parecen rápidos destellos de vida, en los que las preocupaciones humanas se encuentran bajo un estricto control poético. Aunque es consciente del papel del materialismo en la sociedad moderna, su poesía busca superar esto con tolerancia y perdón.

## Obras en coreano (lista parcial)
Poemarios
- Tristeza de un injerto de árbol (Sangsimhaneun jeommok 1959)
- Brillante sombra de la imagen (Simsangui balgeun geurimja 1962)
- Lanzar una red por la mañana (Ojeonui tumang 1965)
- La caída de la grulla (Hagui churak 1971)
- Conflicto (Galdeung 1973)
- Paseo en pleno invierno (Hangyeourui sanchaek 1976)
- Pájaro hecho de lenguaje (Eoneoro mandeun sae 1979)
- El trompo llora cuando se pone de pie (Baro seol ttae paengi-neun unda 1982)
- Flor del cielo (Cheonsangui kkot 1985)
- Un hombre estúpido (Meongcheonghan sanae 1988)
- En el desierto del lenguaje (Marui samageseo 1989)
- Directo (Gotigotdaero 1993)
- Linterna del mediodía (Daenat-ui deungbul 1996)
- Hombre enfermo (Alh-neun sanae 1998)
- El aro perdido (Notchin gulleongsoe 2001)

## Premios
- Premio de la Asociación de Poetas de Corea (1966)
- Premio Literario de la República de Corea (1966)